# Théorème bipolaire
En mathématiques, le théorème bipolaire est un théorème d'analyse convexe qui fournit les conditions nécessaires et suffisantes pour qu'un cône soit égal à son cône bipolaire. Le théorème bipolaire peut être vu comme un cas particulier du théorème de Fenchel-Moreau.

## Énoncé du théorème
Pour tout ensemble non vide {\displaystyle C\subset X} d'un espace vectoriel {\displaystyle X}, le cône bipolaire {\displaystyle C^{\circ \circ }=(C^{\circ })^{\circ }} est donné par
{\displaystyle C^{\circ \circ }=\operatorname {cl} (\operatorname {co} \{\lambda c:\lambda \geq 0,c\in C\})}
où {\displaystyle \operatorname {co} } désigne l'enveloppe convexe,

### Cas particulier
{\displaystyle C\subset X} est un cône convexe non vide et fermé si et seulement si {\displaystyle C^{++}=C^{\circ \circ }=C}, où  {\displaystyle C^{++}=(C^{+})^{+}}, et {\displaystyle (\cdot )^{+}} désigne le cône dual positif,.
Plus généralement, si {\displaystyle C} est un cône convexe non vide alors le cône bipolaire est donné par
{\displaystyle C^{\circ \circ }=\operatorname {cl} C.}

## Lien avec le théorème de Fenchel-Moreau
Si {\displaystyle f(x)=\delta (x|C)={\begin{cases}0&{\text{si }}x\in C\\+\infty &{\text{sinon}}\end{cases}}} est la fonction indicatrice d'un cône {\displaystyle C}. Alors la fonction convexe conjuguée {\displaystyle f^{*}(x^{*})=\delta (x^{*}|C^{o})=\delta ^{*}(x^{*}|C)=\sup _{x\in C}\langle x^{*},x\rangle } est la fonction d'appui de {\displaystyle C}, et {\displaystyle f^{**}(x)=\delta (x|C^{oo})}. Donc {\displaystyle C=C^{oo}} si et seulement si {\displaystyle f=f^{**}},.
Le théorème de Fenchel-Moreau peut être vu comme une généralisation du théorème bipolaire.